# Tekken 4
Tekken 4 (japonsky: 鉄拳4) je bojová videohra z roku 2001, kterou vyvinula a vydala společnost Namco pro arkády. Původně byla vydána pro hardware System 246. V roce 2002 pak byla portována na domácí konzoli PlayStation 2. 

## Hratelnost
Jako čtvrtý hlavní díl série Tekken po Tekken 3 (1997) a celkově pátý po nekanonickém titulu Tekken Tag Tournament (1999) obsahovala hra mnoho změn v hratelnosti, například v sérii unikátní možnost hráče pohybovat se před začátkem kola.
K dispozici je až třiadvacet hratelných postav, z toho šest nových. Tón Tekkenu 4 byl v konzolové verzi výrazně temnější než v ostatních dílech série.

## Příběh
Hra obsahuje zejména kanonický návrat Kazuyi Mishimy, jehož příběh odhaluje, že byl oživen po své smrti před dvaceti lety a přihlásil se do turnaje King of Iron Fist 4, aby získal zpět Mishima Zaibatsu od svého otce Heihachiho Mishimy a vyhledal jeho syna Jina Kazamu.

## Ohlasy
Hra Tekken 4 získala obecně příznivé recenze. Přijetí ze strany herní komunity bylo zpočátku smíšené, konkurenční hráči poukazovali na tradiční hratelnost, kterou nahradil realismus díky nerovným podlahám a stěnám ve skutečných prostorách, stejně jako větší agresivita a pošťuchování, podobné boxu nebo šermu.
Nicméně přijetí bylo pozitivnější pro inovativní výtvarný design a zvuk. Mezitím ji někteří kritici a publikace, jako například IGN, ohodnotili jako jednu z nejlepších her v sérii. V roce 2004 vyšlo pokračování Tekken 5.